# Minardi M189
A Minardi M189 egy Formula–1-es versenyautó, amellyel a Minardi csapat versenyzett az 1989-es Formula–1 világbajnokság során, valamint átépített, M189B típusjelzésű változatával az 1990-es idény legelején. Pilótái Pierluigi Martini és Luis Pérez-Sala voltak, valamint szolgálata vége felé az utóbbit váltó Paolo Barilla.

## Áttekintés
A szezont megelőzően Giacomo Caliri tervező távozott, a helyére Nigel Cowperthwaite került. Az alapokhoz nem nyúltak, így maradt a Ford-Cosworth DFZ jelölésű, a kisebb csapatok által preferált motor, valamint a Pirelli abroncsok. Jelentősen megváltozott viszont a kasztni, amely karcsúbb lett, az orrkúpja pedig keskenyebb. A pilótapárosuk maradt az előző évi.
Nem készült el időben, csak az idény negyedik futamára, Mexikóra. Az első néhány verseny nem sikerült túl jól, rendre kettős kiesések vagy sikertelen kvalifikációk. Ez azt is jelentette, hogy a Minardi autói abban a szezonban a szezon első hét futamát nem tudták befejezni. A brit nagydíjon aztán kettős pontszerzést ünnepelhettek, az elsőt a csapat történetében. Ezután ismét sikertelen időszak következett, majd a szezon csúcspontja, a portugál nagydíj. Martini az ötödik helyre kvalifikált, Pérez-Sala pedig kilencediknek. A remekül működő Pirelli abroncsolnak köszönhetően volt olyan pillanata a versenynek, amikor Martini vezette azt, és végül újabb ötödik helyet szerzett. A spanyol nagydíjon Martini újabb pontszerzési lehetőség előtt állt, de kicsúszott, ráadásul a futamot követően egy balesetben eltört a bordája, ezért helyettest kellett találnia a csapatnak. A japán nagydíjon Paolo Barilla helyettesítette volna, de a futam az egész csapat számára hamar véget ért. Minardi visszatért a szezonzáró ausztrál nagydíjra és szerzett még egy pontot. Ősszesen gyűjtött hat pontjukkal a konstruktőri 11. helyet szerezték meg, és ez lehetett volna akár jobb is.
1990 első két futamán is ezzel az autóval indultak, ekkor Pérez-Sala helyett már Barilla volt az állandó versenyzőjük. Martini rögtön a szezonnyitón a második helyre kvalifikált vele, de végül pontot nem szerzett, ahogy Brazíliában sem. Barilla mindkét futamon kiesett.

## Eredmények
(félkövérrel jelölve a pole pozíció; dőlt betűvel a leggyorsabb kör)
| Év   | Csapat           | Kasztni       | Motor             | Gumik | Pilóták           | 1   | 2   | 3   | 4   | 5   | 6   | 7   | 8   | 9   | 10  | 11  | 12  | 13  | 14  | 15  | 16  | Pontok | Helyezés |
| ---- | ---------------- | ------------- | ----------------- | ----- | ----------------- | --- | --- | --- | --- | --- | --- | --- | --- | --- | --- | --- | --- | --- | --- | --- | --- | ------ | -------- |
| 1989 | Minardi Team SpA | Minardi M189  | Ford-Cosworth DFZ | P     |                   | BRA | SMR | MON | MEX | USA | CAN | FRA | GBR | GER | HUN | BEL | ITA | POR | ESP | JPN | AUS | 6      | 11..     |
| 1989 | Minardi Team SpA | Minardi M189  | Ford-Cosworth DFZ | P     | Pierluigi Martini |     |     |     | KI  | KI  | KI  | KI  | 5   | 9   | KI  | 9   | 7   | 5   | KI  |     | 6   | 6      | 11..     |
| 1989 | Minardi Team SpA | Minardi M189  | Ford-Cosworth DFZ | P     | Paolo Barilla     |     |     |     |     |     |     |     |     |     |     |     |     |     |     | KI  |     | 6      | 11..     |
| 1989 | Minardi Team SpA | Minardi M189  | Ford-Cosworth DFZ | P     | Luis Pérez-Sala   |     |     |     | NK  | KI  | KI  | NK  | 6   | NK  | KI  | 15  | 8   | 12  | KI  | KI  | NK  | 6      | 11..     |
| 1990 | SCM Minardi Team | Minardi M189B | Ford-Cosworth DFZ | P     |                   | USA | BRA | SMR | MON | CAN | MEX | FRA | GBR | GER | HUN | BEL | ITA | POR | ESP | JPN | AUS | 0      | -        |
| 1990 | SCM Minardi Team | Minardi M189B | Ford-Cosworth DFZ | P     | Pierluigi Martini | 7   | 9   |     |     |     |     |     |     |     |     |     |     |     |     |     |     | 0      | -        |
| 1990 | SCM Minardi Team | Minardi M189B | Ford-Cosworth DFZ | P     | Paolo Barilla     | KI  | KI  |     |     |     |     |     |     |     |     |     |     |     |     |     |     | 0      | -        |